# Бонни (озеро, юго-восток Южной Австралии)
Не следует путать с Бонни (озеро, Риверленд).
Бонни (англ. Lake Bonney SE) — прибрежное озеро в юго-восточной части Южной Австралии. Это одно из крупнейших пресноводных озёр в Австралии.

## Общие сведения
Озеро находится в 13 км южнее Миллисента, в 450 км юго-восточнее Аделаиды, и в 400 км западнее Мельбурна.
Вытекающей из озера реки как таковой нет, слив происходит непосредственно в океан.
Национальный парк Канунда находится между побережьями озера и океана.
На протяжении более 60 лет большие объёмы сточных вод из соседних целлюлозно-бумажных комбинатов негативно сказались на состоянии озера.